# Герабронн
Герабронн (нім. Gerabronn) — місто в Німеччині, знаходиться в землі Баден-Вюртемберг. Підпорядковується адміністративному округу Штутгарт. Входить до складу району Швебіш-Галль.
Площа — 40,38 км2. Населення становить 4297 ос. (станом на 31 грудня 2020).